# Convento de San Gil (Toledo)
El convento de San Gil de la ciudad española de Toledo data del siglo XVII. Los franciscanos descalzos, o gilitos, llegaron a esta ciudad a mediados del siglo XVI, estableciéndose en 1557 en las proximidades de la ermita de la Virgen de la Rosa. Posteriormente, entrado el siglo XVII, dos hermanos, Francisco y Juan de Herrera, hicieron donación a los frailes de 16 000 ducados para la construcción del nuevo convento. 
Las obras comenzaron en 1610, y el maestro de albañilería Martínez de Encabo se comprometió a labrar la iglesia y el convento en cuatro años. Muy posiblemente el tracista de la obra fuera Juan Bautista Monegro, con quien trabajaba Martínez de Encabo, en la iglesia de San Pedro Mártir. El convento «de los Gilitos», como vulgarmente se le conoce, es un ejemplo perfecto de la sencillez y sobriedad de la arquitectura toledana de comienzos del siglo XVII. 
Los monjes descalzos franciscanos habitaron el edificio por más de doscientos años, con la austeridad propia de su regla. En 1835, se decretó la famosa desamortización de Mendizábal, por la que se obligaba a cerrar los conventos con menos de doce frailes. En enero de 1836 el gobernador civil ordenó la exclaustración de los frailes y el cierre definitivo del convento. 
A lo largo del tiempo después de la expropiación, el convento fue utilizado para diversos fines. En su primera época como propiedad estatal, fungió como presidio en sustitución de la antigua cárcel de la calle Alfonso XII, la cual se encontraba en muy mal estado. En el lustro que parte de 1851 se planificaron las obras y se recaudaron los fondos para las mismas (fueron necesarios 95.280 reales y 24 maravedíes). Entre las reformas de remodelación, cabe destacar el estrechamiento de las ventanas, posiblemente para evitar la fuga de presos.
Desde 1985 el convento es sede de las Cortes de Castilla-La Mancha. 

## Descripción

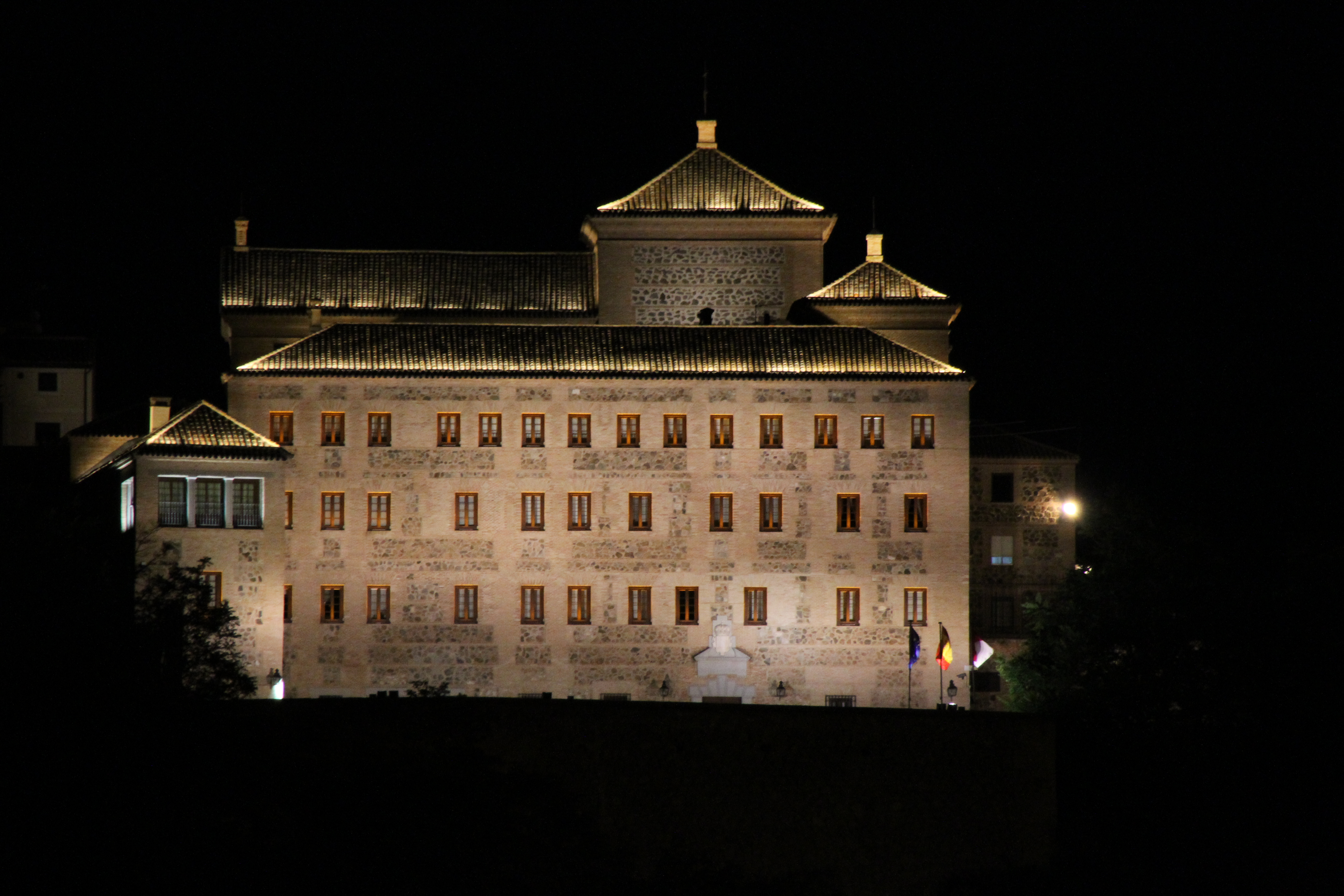
Vista nocturna del convento

En planta, el edificio consta de dos zonas: la iglesia, situada en la fachada este, y el ámbito conventual, que se distribuye en torno a un patio. Todo ello forma un rectángulo perfecto, al que se adosó —según Fernando Chueca Goitia, en época posterior— otro cuerpo en dirección este-oeste. 
La diferencia de altura entre la fachada este y la oeste hace que la iglesia esté a la altura de la segunda planta. En la planta baja se conservan, restauradas unas y rehechas otras, bóvedas de ladrillo con lunetos. El patio, antiguo claustro, se conserva en su estado primitivo; es de ladrillo, y se alza en cuatro alturas de las cuales la primera y la última tienen huecos rectangulares en cada panda, que descansan sobre gruesos pilares.

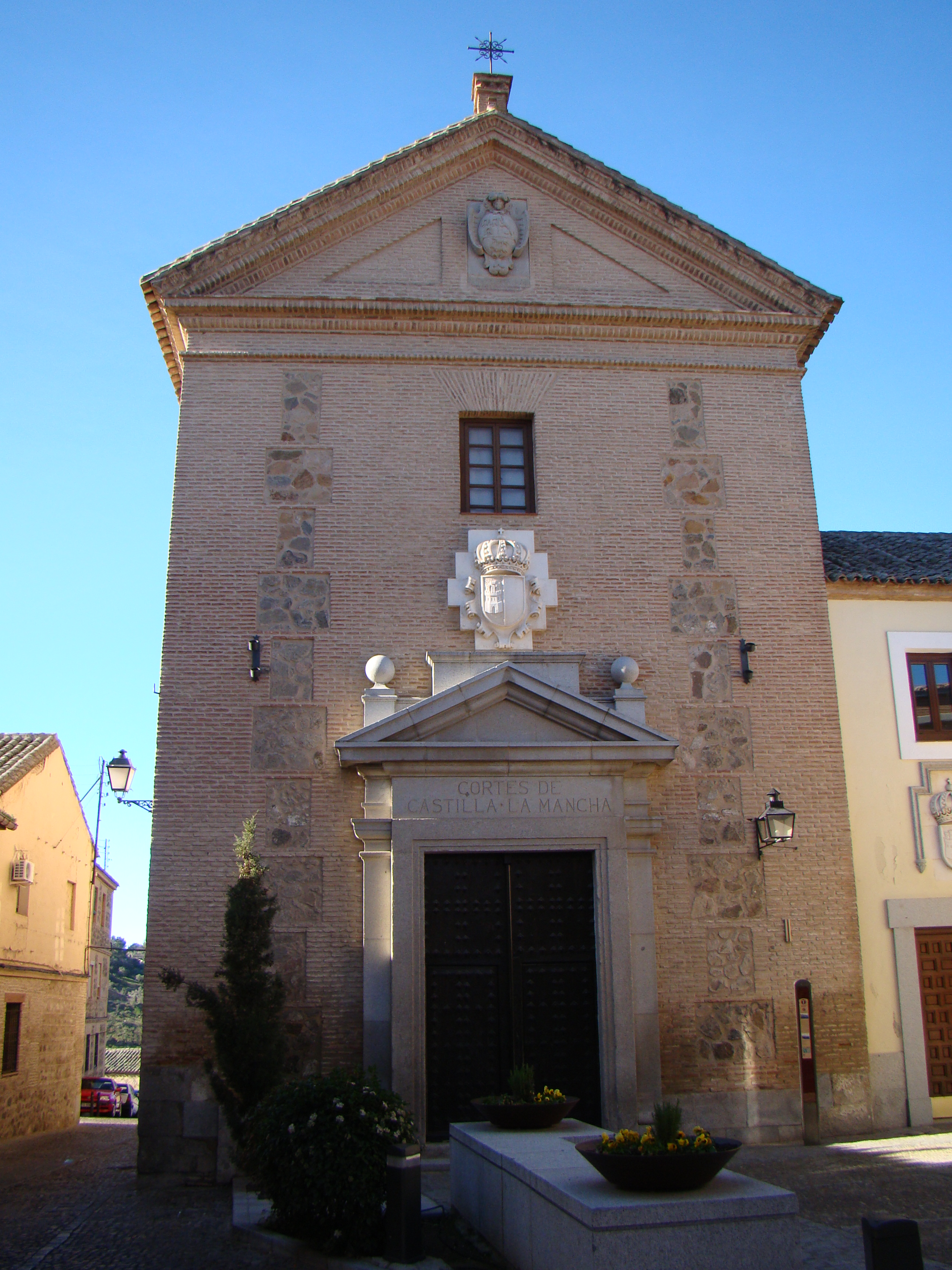
Fachada de la iglesia del convento

En la planta primera, debajo del presbiterio de la iglesia, se halla una sala, cubierta por bóveda con lunetos y recuadros clásicos. La iglesia se sitúa en la segunda planta y su volumen destaca, por sus formas sencillas y rotundas, por encima del edificio conventual. De gran sencillez, la iglesia consta de una sola nave y un crucero sobremontado por una cúpula semiesférica sobre pechinas. El presbiterio tiene a cada lado dos espacios, a modo de capillas, separados por arcos. La nave está decorada por pilastras pareadas que se prolongan, después de una fuerte cornisa, por la bóveda de medio cañón a modo de arcos fajones. 
Exteriormente el convento destaca por volúmenes sencillos y sobrios. Todos sus muros son de ladrillo y mampostería, dispuesta en hiladas horizontales. Destaca por su belleza la cornisa de ladrillo que rodea el perímetro de la iglesia. La cúpula está encerrada exteriormente en un cuerpo cúbico, con cubierta a cuatro aguas.